# Knut Holmann
Knut Holmann (Oslo, 31 de julho de 1968) é um ex-canoísta norueguês especialista em provas de velocidade.

## Carreira
Foi vencedor da medalha de Ouro em K-1 1000 m em Atlanta 1996 e Sydney 2000 e em K-1 500 m em Sydney 2000, da medalha de Prata em K-1 1000 m em Barcelona 1992 e em K-1 500 m em Atlanta 1996 e da medalha de Bronze em K-1 500 m em Barcelona 1992.